# Diplazium dolichosorum
Diplazium dolichosorum är en majbräkenväxtart som beskrevs av Edwin Bingham Copeland.
Diplazium dolichosorum ingår i släktet Diplazium och familjen Athyriaceae. Inga underarter finns listade i Catalogue of Life.